# Tallarol encaputxat
El tallarol encaputxat, (Sylvia nigricapillus) és una espècie d'ocell de l'ordre dels passeriformes i de la família dels sílvids. És endèmic de Sud-àfrica i Eswatini. Habita els matollars i els boscos tropicals i subtropicals de frondoses humits de l'estatge montà. Està amenaçat per la pèrdua d'habitat i el seu estat de conservació es considera vulnerable.

## Taxonomia
Anteriorment estava situat dins del gènere monotípic Lioptilus. Però el Congrés Ornitològic Internacional, en la seva llista mundial d'ocells (versió 10.2, 2020) el traslladà al gènere Sylvia, prenent per base els resultats de diversos estudis.